# Molly Johnson
Pour les articles homonymes, voir Johnson.
Molly Johnson, née en 1959, est une chanteuse de jazz originaire de Toronto (Canada). 

## Biographie
Elle a commencé sa carrière dans des groupes de rock dénommés Alta Moda et The Infidels. 
Molly Johnson a gagné sa réputation en étant aujourd'hui considérée comme l'une des plus grandes voix au Canada. Elle a secoué les salles et enivré le public des boîtes de nuit et des bars grâce à un style plutôt pop, mais elle a par la suite rapidement séduit les foules avec ses somptueuses interprétations des standards de jazz et de blues. 
Elle a déjà livré une performance au cours d'une commande privée à bord du yacht royal Britannia avec le prince et la princesse de Galles, ainsi qu'avoir chanté pour Nelson Mandela et Quincy Jones. Elle a réalisé une performance historique au Toronto Downtown Jazz Festival, en devenant la première chanteuse canadienne dans les 17 ans d'existence du festival à faire salle comble sur la scène principale. 
Molly a lancé la Fondation et le Festival Kumbaya, ayant pour thème la sensibilisation et la collecte de fonds pour les personnes atteintes de VIH / SIDA, tout en travaillant avec d'autres organismes de charité chaque année. En 2008, elle a été honorée en devenant officier de l'Ordre du Canada. 
Le 11 novembre 2008, Molly a publié son quatrième album complet, un album attendu de longue date, via Universal Music Canada et Universal Music France. Lucky a remporté le prix Juno 2009 pour le Meilleur Album Jazz Vocal. Molly a également reçu le National Jazz Award 2009 de la meilleure chanteuse. 
Le 8 septembre 2014, elle sort son sixième album, "Because of Billie", s'attaquant au monument du jazz qu'est Billie Holiday. En 2018 sort son septième album intitulé "Meaning to tell ya".

## Discographie
- 2000 : Molly Johnson
- 2003 : Another Day
- 2007 : If You Know Love (France), Messin' Around (Canada)
- 2008 : Lucky
- 2008 : Live in Montréal - DVD
- 2012 : The MOLLY JOHNSON Songbook
- 2014 : Because of Billie
- 2018 : Meaning to tell ya